# 真崎長年

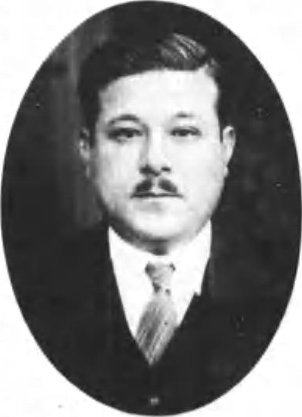
真崎長年

真崎 長年（まさき ながとし、1895年（明治28年）11月26日 - 1965年（昭和40年）11月3日）は、日本の内務官僚。官選佐賀県知事。

## 経歴
長崎県出身。真崎雄四郎の二男として生まれる。第一高等学校を卒業。1921年、東京帝国大学法学部法律学科を卒業。同年11月、文官高等試験行政科試験に合格。内務省に入省し茨城県属となる。
以後、内務属、山口県警視・保安課長、青森県学務部長、岩手県書記官・学務部長、愛知県学務部長、大分県書記官・警察部長、宮崎県総務部長、福島県総務部長、大阪府学務部長などを歴任。
1940年4月、佐賀県知事（「佐賀県知事一覧」参照）に就任。1941年3月、朝鮮総督府学務局長に転任し、1942年10月まで在任。同年に退官した。